# Pistolet maszynowy Sa vz. 48
Samopal vzor 48 (Sa 23/24/25/26) – czechosłowacki pistolet maszynowy skonstruowany w drugiej połowie lat 40. Pierwszy seryjnie produkowany pistolet maszynowy z zamkiem teleskopowym (otaczającym lufę). Protoplasta UZI.

## Historia
Po zakończeniu II wojny światowej większość krajów znajdujących się w strefie wpływów ZSRR rozpoczęła produkcję broni na licencji sowieckiej. Do nielicznych wyjątków należała Czechosłowacja. Miała ona rozbudowany przemysł zbrojeniowy, kadrę doświadczonych konstruktorów, a w pierwszych latach po zakończeniu wojny posiadała większą samodzielność niż inne kraje bloku wschodniego.
Jednym z pierwszych prototypów broni powstałych po zakończeniu wojny był konstruowany przez Jaroslava Holečka pistolet maszynowy CZ 47/p (oznaczany także jako H/p). Był to pierwszy czeski pistolet maszynowy z zamkiem teleskopowym (prawdopodobnie wzorowany na badanym pod koniec wojny w Wielkiej Brytanii pm MCEM-2 Jerzego Podsędkowskiego). Po badaniach przeprowadzonych przez armię czechosłowacką CZ 47/p został uznany za konstrukcje wzorcową, która miała stać się podstawą do opracowania nowego pistoletu maszynowego. Na początku 1948 roku do badań przedstawiono szereg prototypów skonstruowanych przez różnych konstruktorów. Po testach, 10 sierpnia 1948 roku postanowiono skierować do uzbrojenia skonstruowany przez Holečka pm CZ 447.
ZK 447 otrzymał wojskowe oznaczenie Samopal wzor 1948 (cs. pistolet maszynowy wzór 1948). Był zasilany nabojem 9 mm Parabellum, i produkowany w wersjach vz. 48a (ze stałą kolbą drewnianą, oznaczenie fabryczne Sa 23) i vz. 48b (z kolbą składaną, Sa 25).

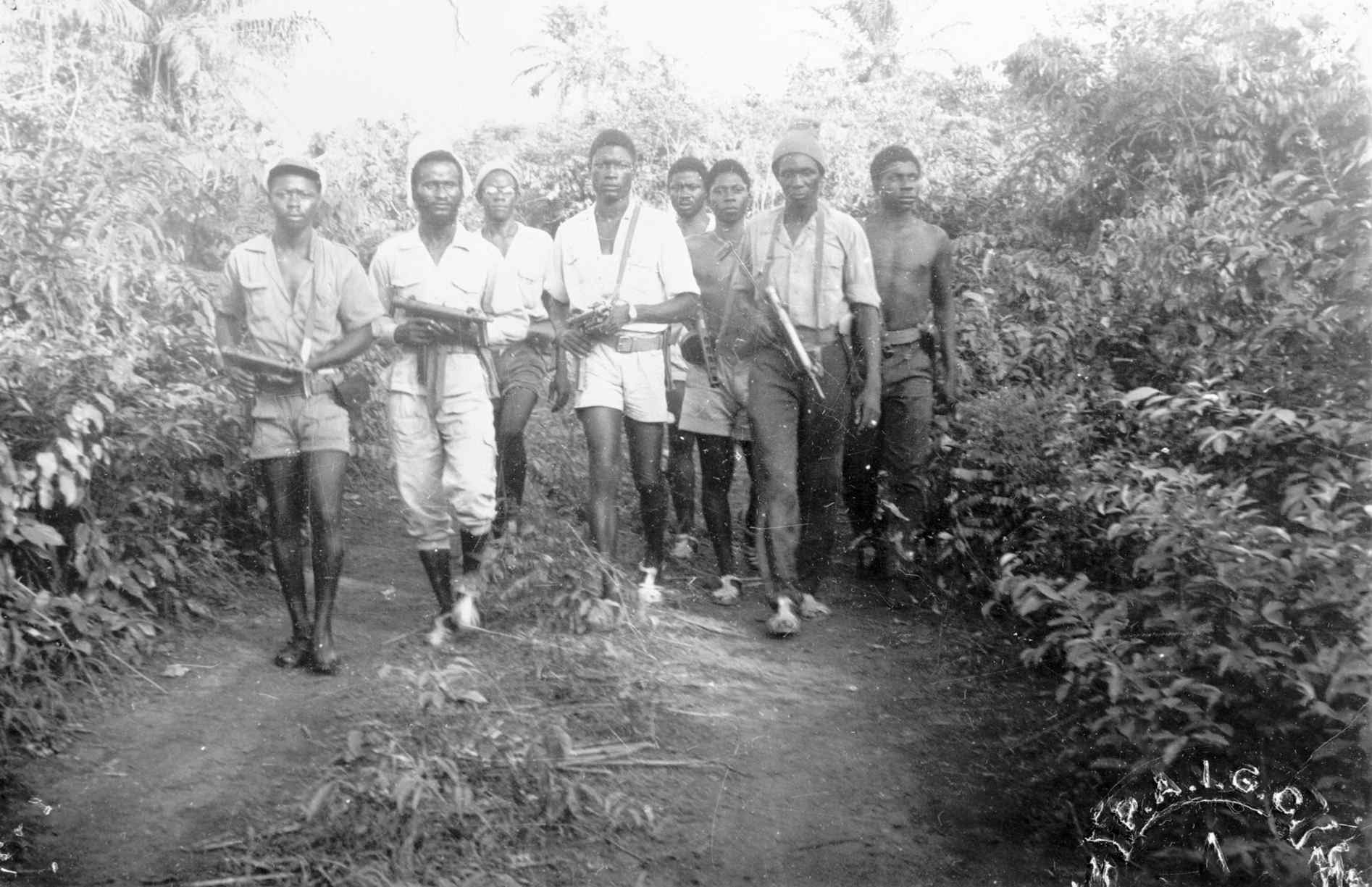
Partyzanci z PAIGC uzbrojeni w pistolety maszynowe Sa vz. 48

Po 1948 roku w Czechosłowacji doszło do całkowitego przejęcia władzy przez partię komunistyczną, w konsekwencji doszło do wycofania z uzbrojenia naboju 9 mm Parabellum i zastąpienie go sowieckim 7,62 mm TT. Następstwem tej decyzji było opracowanie i wprowadzenie do uzbrojenia wersji Sa vz. 48 kalibru 7,62 mm. Były to pistolety maszynowe Sa 24 (z kolbą stałą) i Sa 26 (z kolba składana). Razem z karabinem samopowtarzalnym puška vz. 52 były podstawową bronią czechosłowackiej piechoty aż do wprowadzenia w 1960 karabinu szturmowego Sa vz. 58. Wycofane z uzbrojenia pistolety maszynowe Sa 23/24/25/26 zostały wyeksportowane. Nabywców znalazły między innymi w Chile, Kambodży, Libii, Libanie i RPA. W Rodezji i RPA uruchomiono nawet w latach 70. nielicencjonowaną produkcję kopii Sa 23/25 sprzedawanej jako Sanna-77.
W Polsce partię ok. 30 sztuk Sa vz. 26 posiadało na uzbrojeniu BOR, jako broń wsparcia podczas ochrony dygnitarzy.

## Opis
Sa vz. 48 był bronią samoczynno-samopowtarzalną strzelającą z zamka otwartego. Automatyka broni działa na zasadzie odrzutu zamka swobodnego. Rękojeść przeładowania po lewej stronie broni. Mechanizm spustowy ze spustem dwuchodowym (krótkie ściągnięcie ogień pojedynczy, długie seria). Bezpiecznik blokował język spustowy i był umieszczony w kabłąku spustowym. Magazynki pudełkowe 24, 40 nabojowe (9 mm), lub 32 nabojowe (7,62 mm). Kolba stała (Sa 23/25) lub składana na bok broni (Sa 24/26). Przyrządy celownicze mechaniczne, składają się z muszki i celownika bębnowego o nastawach 100, 200, 300 i 400 m. Po prawej stronie łoża znajdowała się listwa ułatwiająca ładowanie magazynków (naboje z łódki wsuwane były do listwy, a następnie z listwy do magazynka).